# 돌비 시네마

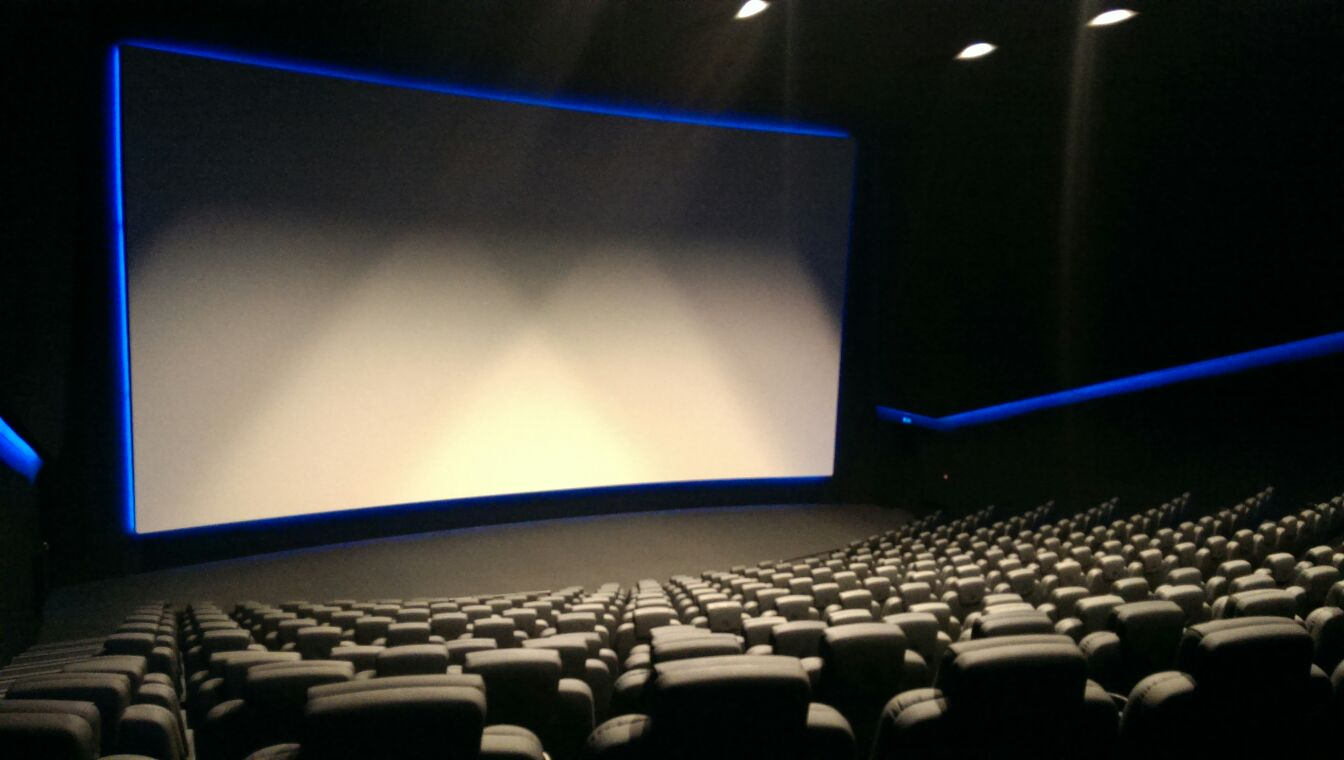
네덜란드 힐베르쉼의 돌비 시네마 내부 모습

돌비 시네마(영어: Dolby Cinema)는 돌비가 소유한 돌비 비전과 돌비 애트모스와 같은 기술과 고유한 디자인 기능을 결합한 돌비에서 만든 프리미엄 시네마이다. 이 기술은 아이맥스 및 시네마크의 XD와 리걸의 RPX와 같은 기타 프리미엄 대형 포맷과 경쟁한다.

## 같이 보기
- IMAX
- RealD